# Mike Eagle
Michael W. Eagle II (nascido em 14 de novembro de 1980), mais conhecido por seu nome artístico Open Mike Eagle, é um artista estadunidense alternativo de hip hop. Originalmente de Chicago, Illinois, ele é baseado em Los Angeles, Califórnia, onde ele é um membro do coletivo do hip hop "Project Blowed".